# Akrokantozaur
Akrokantozaur (Acrocanthosaurus) – rodzaj teropoda z grupy allozauroidów (Allosauroidea) żyjącego na obecnych terenach Ameryki Północnej w połowie okresu kredowego, około 125–100 milionów lat temu. Jak większość znanych rodzajów dinozaurów, Acrocanthosaurus jest taksonem monotypowym, czyli obejmującym jeden gatunek – Acrocanthosaurus atokensis. Jego skamieniałości odnajdowano głównie w stanach Oklahoma i Teksas w Stanach Zjednoczonych, jednak zęby przypisywane akrokantozaurowi znaleziono również w położonym dalej na wschód stanie Maryland.
Acrocanthosaurus był dwunożnym drapieżnikiem. Najbardziej znany jest z charakterystycznych wysokich wyrostków kolczystych wielu kręgów kręgosłupa, które prawdopodobnie dawały miejsca przyczepu mięśni szyi, grzbietu i ud. Akrokantozaur był jednym z największych teropodów, dorastając do 12 metrów długości przy masie przekraczającej prawdopodobnie 6 ton. Duże tropy teropodów odnaleziono w Teksasie mogą należeć do akrokantozaurów, nie ma na to jednak bezpośrednich dowodów w zapisie kopalnym.
Odkryte dotąd skamieniałości wyjaśniły wiele szczegółów anatomicznych akrokantozaura, pozwalając na specjalistyczne badania struktury jego mózgu oraz funkcji kończyn przednich. Jego pokrewieństwo ewolucyjne pozostaje jednak przedmiotem debat – obecnie większość naukowców zalicza go do rodziny karcharodontozaurów (Carcharodontosauridae), jednak niektórzy sugerowali jego przynależność do allozaurów (Allosauridae). Acrocanthosaurus był największym teropodem w swoim ekosystemie i prawdopodobnie dominującym drapieżnikiem polującym na duże zauropody i ornitopody.

## Budowa

Porównanie wielkości akrokantozaura i człowieka

Mimo iż nieco mniejszy od swego olbrzymiego krewnego giganotozaura, Acrocanthosaurus to wciąż jeden z największych teropodów, jakie kiedykolwiek stąpały po ziemi. Najdłuższy znany osobnik mierzył 11,5 m od czubka pyska do koniuszka ogona, z czego na samą czaszkę przypadało niemal 130 cm długości. Jego masę szacowano na około 2,4 t, jednak nowsze analizy wykorzystujące obrazowanie laserowe sugerują, że dochodziła ona do niemal 6,2 t.
Akrokantozaur, jak większość innych allozauroidów, miał długą, niską i prostą czaszkę. Okno przedoczodołowe, zmniejszające ciężar czaszki, było stosunkowo duże – zajmowało ponad ćwierć długości i dwie trzecie wysokości czaszki. Zewnętrzna powierzchnia szczęki oraz górna powierzchnia kości nosowej na czubku pyska nie były tak chropowate, jak u giganotozaura czy karcharodontozaura. Długie, niskie grzebienie wyrastały z kości nosowej i biegły wzdłuż pyska aż do oczu, gdzie przechodziły w kość łzową. Jest to synapomorfia wszystkich allozauroidów. Na kości nosowej nad oknem przedoczodołowym znajdowały się niewielkie otwory. W odróżnieniu od allozaura nie było wydatnych grzebieni na kości łzowej, przed okiem. Kości łzowa i zaoczodołowa tworzyły grubą kostną „brew” nad okiem. Cecha ta występowała u karcharodontozaurów i bliżej niespokrewnionych z nimi abelizaurów (Abelisauridae). W obu kościach przedszczękowych znajdowały się po cztery zęby, w szczękowych po dziewiętnaście zakrzywionych, piłkowanych zębów, natomiast w kościach zębowych w żuchwie – po 17. Zęby akrokantozaura były szersze niż karcharodontozaura i nie miały tak pofałdowanej struktury jak zęby karcharodontozaurydów. Kość zębowa na czubku pyska miała kwadratowy kształt, podobnie jak u giganotozaura, a szczęki były dość płytkie, podczas gdy w dalszej części stawały się bardzo głębokie. Zarówno giganotozaur, jak i akrokantozaur miały gruby kostny wzgórek na zewnętrznej powierzchni kości kątowej górnej, jednej z kości żuchwy. W kościach szczękowych występują niesymetrycznie rozłożone struktury pneumatyczne.

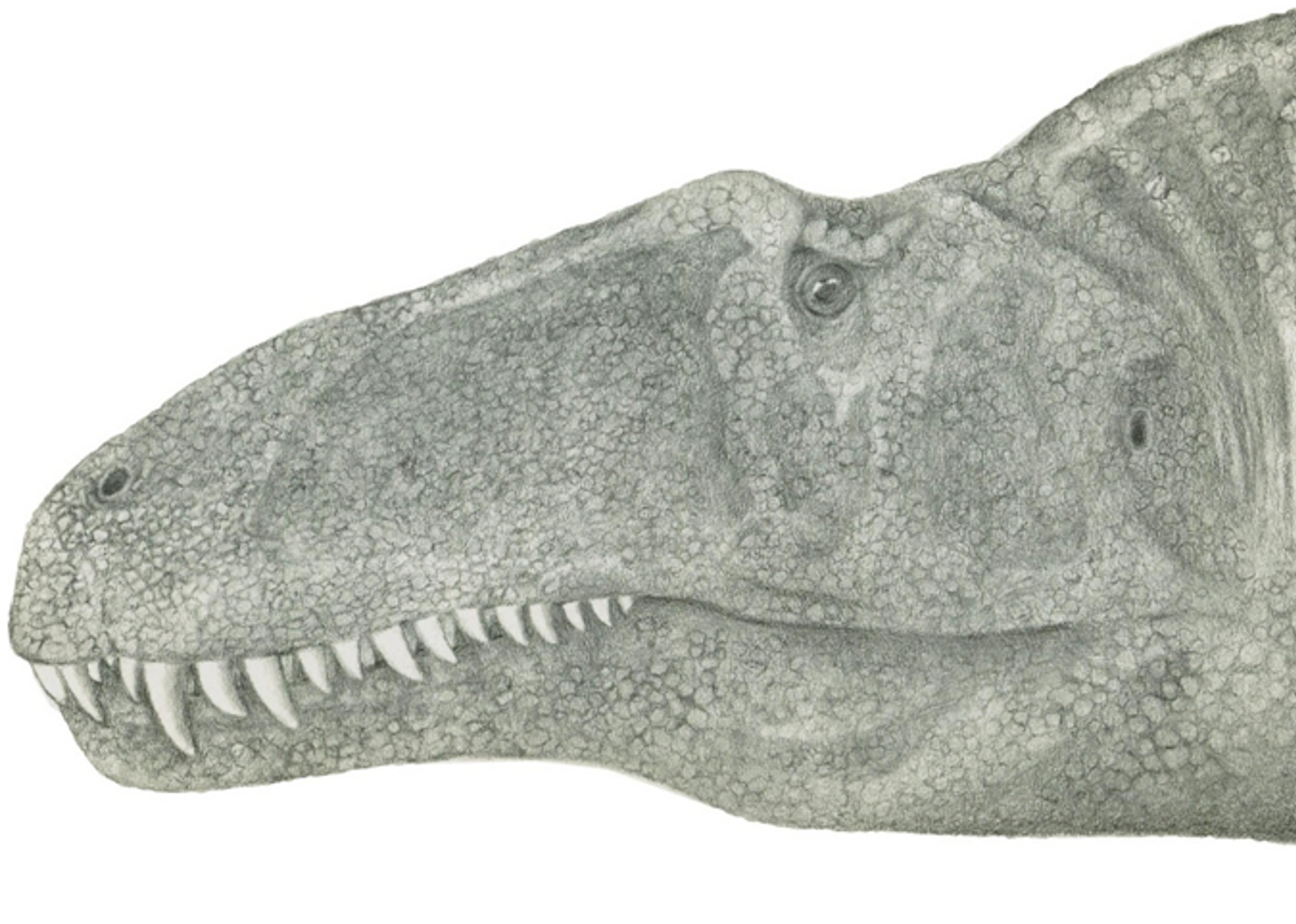
Głowa akrokantozaura

Najbardziej charakterystyczną cechą akrokantozaura był rząd wysokich wyrostków kolczystych kręgów kręgosłupa, ciągnący się od szyi przez grzbiet i biodra aż po ogon. Wyrostki te mogły być dwuipółkrotnie dłuższe od trzonu kręgu. Niektóre inne dinozaury również miały podobnie wydłużone wyrostki kręgów, czasami znacznie bardziej niż Acrocanthosaurus. U bliżej niespokrewnionego z nim spinozaura wyrostki kolczyste osiągały niemal dwa metry wysokości – jedenastokrotnie więcej niż trzon kręgu. Niższe kolce u akrokantozaura nie służyły raczej jako wsparcie dla skórzastego żagla, jak u spinozaura, lecz jako miejsca przyczepu silnych mięśni; podobnie jak u współczesnych ssaków – żubrów i bizonów – tworzyły wysoki garb ciągnący się wzdłuż grzbietu. Funkcja wyrostków kolczystych pozostaje nieznana – mogły one być wykorzystywane do komunikowania się, jako miejsce odkładania zapasów tłuszczów lub do kontrolowania ciepłoty ciała. Wszystkie kręgi szyjne i grzbietowe cechowały się dużymi wgłębieniami (pleurocelami) po bokach, podczas gdy kręgi ogonowe mniejszymi. Cecha ta bardziej upodabnia akrokantozaura do karcharodontozaurydów niż allozaura.
Oprócz kręgów, szkielet akrokantozaura był zbudowany w sposób typowy dla allozauroidów. Teropod ten poruszał się dwunożnie, długi ciężki ogon równoważył głowę i tułów, zapewniając środek ciężkości na wysokości bioder. Kończyny przednie były stosunkowo krótsze i bardziej masywne niż u allozaura, jednak do pewnego stopnia podobne – każda miała trzy palce z pazurami. W odróżnieniu od wielu mniejszych, szybko biegających dinozaurów, kość udowa była dłuższa od piszczeli i śródstopia, co sugeruje, że Acrocanthosaurus nie biegał szybko. Maksymalną prędkość akrokantozaura oszacowano na 6,8–7,5 m/s. Optymalna prędkość chodu wynosi 2,3–2,7 m/s – jej koszt metaboliczny jest zbliżony do tego u współczesnych zwierząt dwunożnych. Kości kończyn tylnych były proporcjonalnie bardziej masywne niż u jego nieco mniejszego krewnego allozaura. Na obu stopach miał po cztery palce, przy czym pierwszy z nich był mniejszy od pozostałych i nie pełnił funkcji podporowych.

## Klasyfikacja

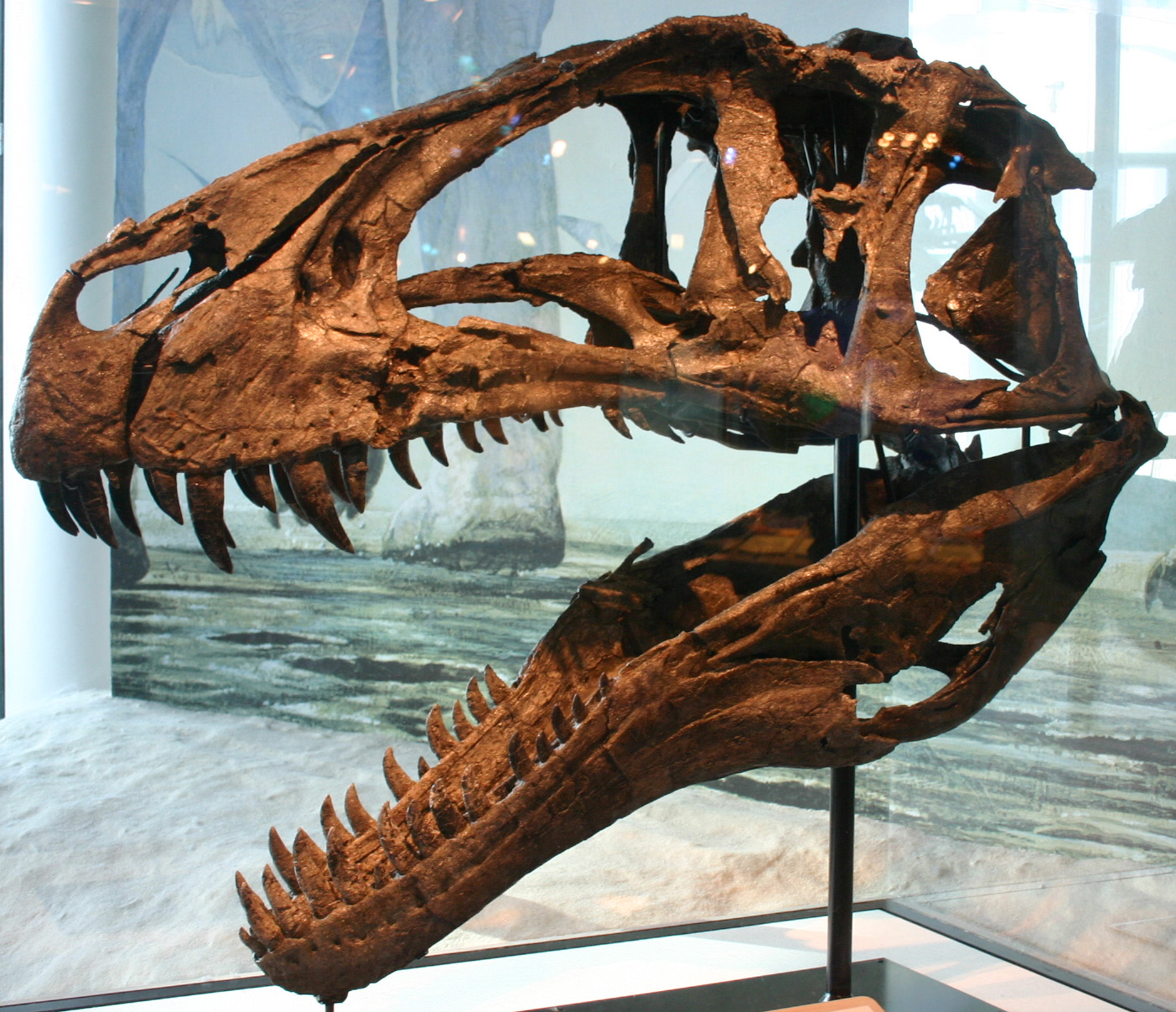
Czaszka akrokantozaura

Acrocanthosaurus klasyfikowany jest w nadrodzinie Allosauroidea należącej do grupy tetanurów. Przedstawiciele wymienionej nadrodziny charakteryzowali się m.in. parą wzgórków na kościach łzowej i nosowej na czubku pyska oraz wysokimi wyrostkami kolczystymi kręgów kręgosłupa. Początkowo został włączony do rodziny Allosauridae wraz z allozaurem, co wsparły niektóre późniejsze badania. Inni naukowcy uznają jednak akrokantozaura za przedstawiciela Carcharodontosauridae – rodziny blisko spokrewnionej z allozaurami. W szczególności w analizie przeprowadzonej przez Eddy’ego i Clarke teoria o jego przynależności do karcharodontozaurów otrzymała znacznie większe wsparcie niż w przypadku Allosauridae.
W momencie odkrycia Acrocanthosaurus, jak większość innych dużych teropodów, znany był jedynie z fragmentarycznych skamieniałości, co prowadziło do częstych zmian w jego klasyfikacji. J. Willis Stovall i Wann Langston Jr. pierwotnie przypisali go do „Antrodemidae” – będącej odpowiednikiem Allosauridae – jednak Alfred Romer zaklasyfikował go w 1956 do Megalosauridae, pełniącej wówczas funkcję „taksonu-kosza na śmieci” (taksonu, do którego włączano większość gatunków dinozaurów drapieżnych o niepewnej klasyfikacji). Niektórzy autorzy uznawali akrokantozaura za tyranozauryda ze względu na duże rozmiary. Innym wysokie wyrostki kolczyste kręgów sugerowały pokrewieństwo ze spinozaurem. Interpretacja akrokantozaura jako spinozauryda utrzymywała się do lat 80. i została powtórzona w wielu popularnonaukowych książkach o dinozaurach z tamtego okresu.
Wysokie kolce kręgów odnalezione w dolnokredowych osadach w Anglii zostały uznane za bardzo podobne do kolców akrokantozaura, a w 1988 Gregory Paul ogłosił, że reprezentują one drugi gatunek akrokantozaura – Acrocanthosaurus altispinax. Kości te zostały początkowo przypisane altispinaksowi, teropodowi znanemu jedynie z zębów – to sprawiło, że co najmniej jeden autor uznał, że Altispinax to synonim Acrocanthosaurus. Kręgi zostały później uznane za należące do teropoda z rodzaju Becklespinax, odrębnego od Acrocanthosaurus i Altispinax.
Jeśli akrokantozaur należał do Allosauridae, był najbliżej spokrewniony z jurajskimi rodzajami, takimi jak Allosaurus i Saurophaganax. Analizy kladystyczne klasyfikujące go jako karcharodontozauryda przeważnie wykazywały, że jest formą bardziej bazalną niż afrykański Carcharodontosaurus i południowoamerykański Giganotosaurus. Odkryty w Anglii neowenator jest często uważany za jeszcze bardziej pierwotnego karcharodontozauryda. To sugerowałoby, że rodzina powstała w Europie, a następnie rozprzestrzeniła się na kontynenty południowe (będące wówczas częścią superkontynentu Gondwany). Jeśli akrokantozaur był karcharodontozaurydem, wówczas zasięg występowania członków tej rodziny objąłby również Amerykę Północną. Nowsze analizy sugerują jednak, że Neovenator nie należy do karcharodontozaurów, lecz ich grupy siostrzanej – Neovenatoridae. Wszyscy znani przedstawiciele Carcharodontosauridae żyli w środku okresu kredowego.
Nowsze analizy kladystyczne przeważnie wspierają hipotezę o przynależności akrokantozaura do Carcharodontosauridae – często jest on w nich umieszczany jako takson siostrzany dla opisanej w 2008 roku eokarcharii.

## Historia odkryć i nazwa

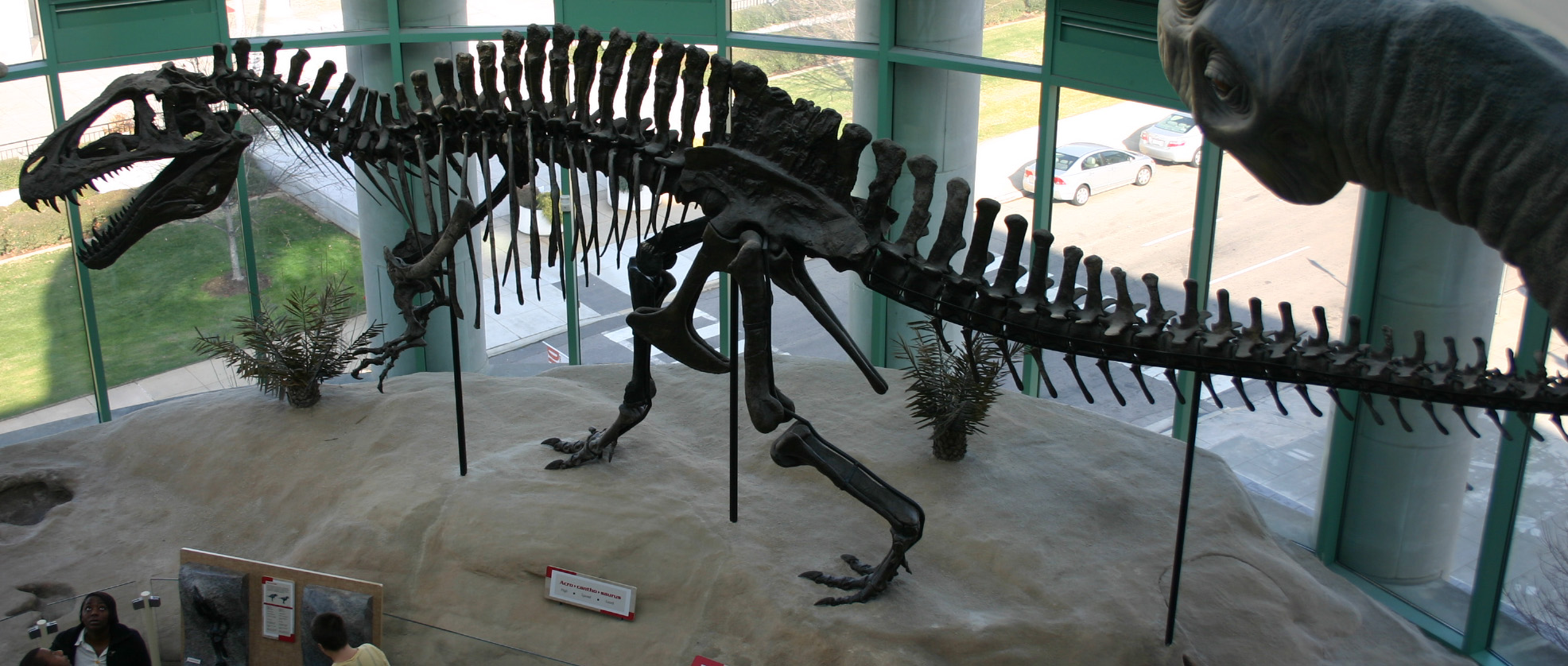
Szkielet akrokantozaura (NCSM 14345) w North Carolina Museum of Natural Science

Acrocanthosaurus zawdzięcza swą nazwę wysokim wyrostkom kolczystym kręgosłupa – pochodzi ona od greckich słów ακρα/akra („wysoki”), ακανθα/akantha („kolec”) oraz σαυρος/sauros („jaszczur”). W skład rodzaju wchodzi jeden gatunek – Acrocanthosaurus atokensis, nazwany od Atoka County w stanie Oklahoma, gdzie odnaleziono pierwsze jego skamieniałości. Nazwa Acrocanthosaurus została ukuta w 1950 przez amerykańskich paleontologów J. Willisa Stovalla i Wanna Langstona Juniora. Langston zaproponował „Acracanthus atokaensis” jako nazwę dla gatunku w niepublikowanej pracy magisterskiej z 1947, jednak została zmieniona na Acrocanthosaurus atokensis w formalnej publikacji.
Holotyp i paratyp (OMNH 10146 i OMNH 10147), opisane w 1950, zawierają dwa niekompletne szkielety i fragment czaszki z formacji Antlers w Oklahomie. Dwa znacznie bardziej kompletne okazy zostały opisane w latach 90. Pierwszy z nich (SMU 74646) to fragmentaryczny szkielet nieobejmujący większości czaszki, wydobyty z formacji Twin Mountains w Teksasie, obecnie znajdujący się w Fort Worth Museum of Science and History. Jeszcze bardziej kompletny okaz (NCSM 14345, o przydomku „Fran”) został odkryty w formacji Antlers przez prywatnych kolekcjonerów, wypreparowany przez Black Hills Institute w Dakocie Południowej, a obecnie przechowuje się go w North Carolina Museum of Natural Sciences w Raleigh. Jest to największy znany szkielet akrokantozaura i jedyny zawierający kompletną czaszkę i kończyny przednie. Fragmenty szkieletu OMNH 10147 są niemal tej samej wielkości, co odpowiadające im kości NCSM 14345. Oznacza to, że zwierzęta te były podobnych rozmiarów, podczas gdy holotyp i SMU 74646 są znacznie mniejsze.
Do teropodów z rodzaju Acrocanthosaurus mogą również należeć mniej kompletne szczątki spoza Oklahomy i Teksasu. Zęby z południowej Arizony są przypisywane do tego rodzaju, jak również ślady zębów na kościach zauropodów z tego samego rejonu. Kilka zębów z formacji Arundel zostało opisanych jako niemal identyczne z zębami akrokantozaura i mogą reprezentować wschodnią odmianę rodzaju. Wiele różnych zębów i kości z różnych geologicznych formacji na zachodzie Stanów Zjednoczonych było przypisywanych akrokantozaurom, jednak większość z nich została błędnie zidentyfikowana.

## Paleobiologia

### Funkcje kończyn przednich
Jak u większości teropodów, kończyny przednie nie miały u akrokantozaura kontaktu z podłożem i nie były wykorzystywane do lokomocji, pomagały jednak w polowaniu. Odkrycie kompletnej kończyny przedniej (NCSM 14345) pozwoliło na przeprowadzenie pierwszych analiz funkcji i zakresu ruchu rąk akrokantozaura. Zbadano powierzchnie kości stykających się z innymi w celu ustalenia, jak daleko stawy mogły się poruszać bez dyslokacji. W wielu stawach kości nie przylegały dokładnie, co wskazuje na obecność dużej ilości chrząstki w stawach, podobnie jak u wielu współczesnych archozaurów. Badania sugerowały również, że w pozycji spoczynkowej kończyny przednie były lekko ugięte ku tyłowi, mogły zwisać ze stawu barkowego z kością ramienną odgiętą nieco do tyłu, z ugiętym łokciem i pazurami skierowanymi do wnętrza dłoni.
Ruchomość ramienia akrokantozaura w porównaniu z ramieniem człowieka była ograniczona. Nie mogło ono zakreślić pełnego okręgu, mogło jednak odginać się do tyłu o 109° od pionu tak, że kość ramienna mogła odgiąć się delikatnie do góry. Protrakcja była ograniczona tylko do 24° stopni w pionie. Ramię było niezdolne do osiągnięcia pionu podczas przywodzenia, ale mogło być odwodzone do 9° ponad pozycję horyzontalną. Ruch łokcia także był ograniczony w porównaniu z ludzkim – zakres ruchu dochodził do 57°. Ramię nie mogło się całkowicie wyprostować ani wygiąć bardzo daleko, gdyż kość ramienna była niezdolna nawet do stworzenia kąta prostego z przedramieniem. Kość promieniowa i strzałkowa były połączone w ten sposób, że zwierzę – w przeciwieństwie do człowieka – nie miało możliwości pronacji i supinacji.
Kości nadgarstka nie pasowały do siebie precyzyjnie, sugerując obecność dużej ilości chrząstki, która mogła usztywniać całość. Wszystkie palce miały zdolność do takiego odchylenia się, że niemal mogły dotknąć nadgarstka. Gdy był ugięty, środkowy palec mógł się zbliżać do pierwszego, podczas gdy trzeci zwracał się do wnętrza dłoni. Pierwszy palec miał najdłuższy pazur, który był tak sprężysty, że mógł być zawinięty do wewnętrznej strony dłoni. Środkowy pazur mógł być elastyczny w podobny sposób, podczas gdy trzeci, najmniejszy, był zdolny zarówno do zginania się, jak i prostowania.
Po określeniu zakresu ruchu stawów kończyny przedniej zbadano sposób polowania akrokantozaura. Przedramię nie mogło wyginać się daleko do przodu, niezdolne nawet do dotknięcia szyi zwierzęcia. Prawdopodobnie Acrocanthosaurus chwytał zdobycz szczękami, a nie rękoma. Był jednak zdolny do przyciągania ramion do ciała z dużą siłą. Podczas gdy szczęki chwytały ofiarę, kończyny mogły ją przyciągać, przytrzymując przy ciele i zapobiegając ucieczce. Gdy zdobycz próbowała się uwolnić, groziło jej przebicie zakrzywionymi pazurami dwóch pierwszych palców. Wyjątkowa zdolność do specyficznego prostowania palców przypuszczalnie była adaptacją pozwalającą akrokantozaurowi przytrzymywać walczącą ofiarę bez ryzyka dyslokacji (wypadnięcia ręki ze stawu). Po pochwyceniu ofiary rękoma Acrocanthosaurus mógł zabić ją zębami lub, wedle innej koncepcji, najpierw uwięzić ją w szczękach, a następnie przyciągnąć rękoma do ciała i rozrywać pazurami.

### Mózg i struktura ucha wewnętrznego

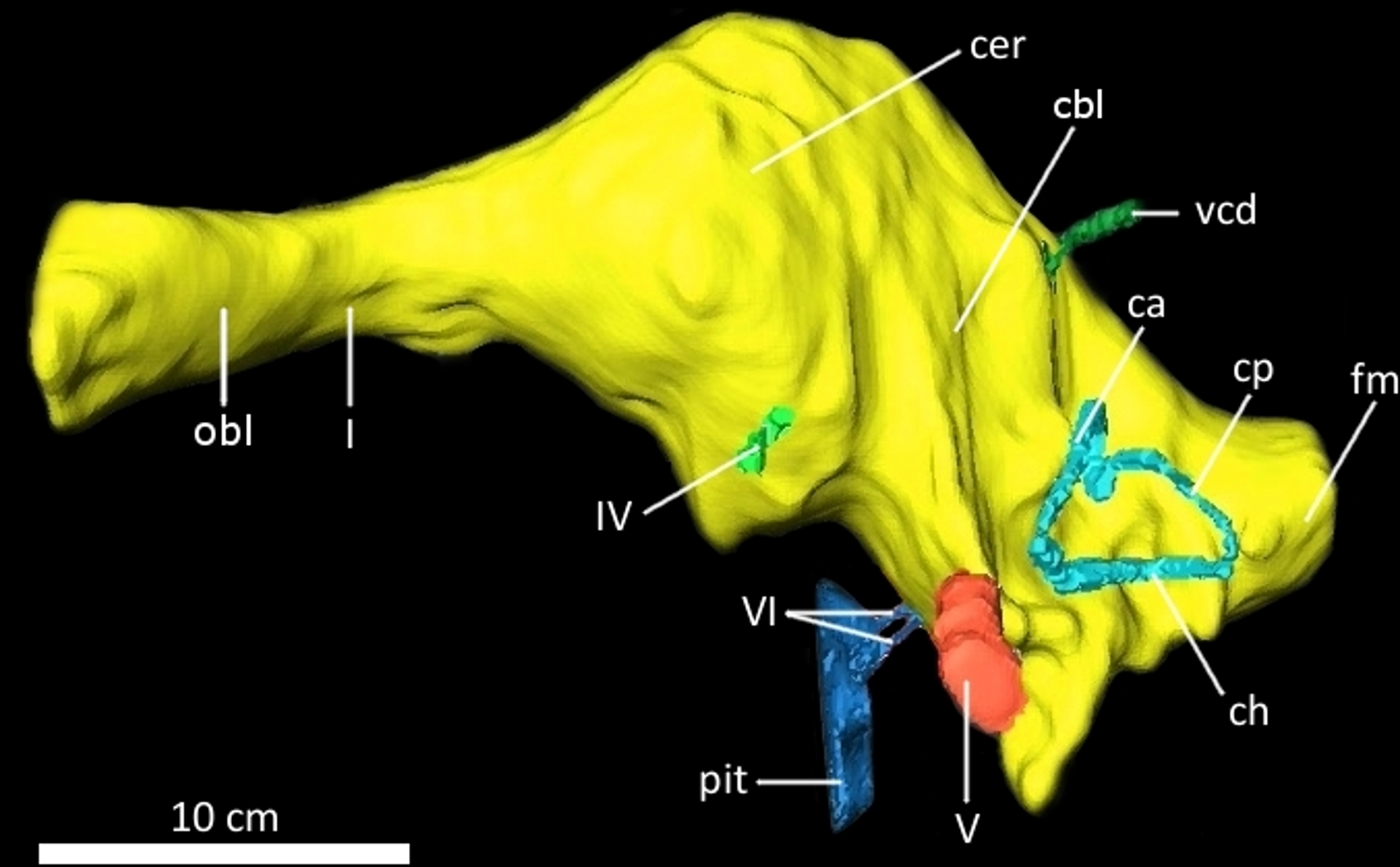
Komputerowy model puszki mózgowej

W 2005 roku naukowcy przy wykorzystaniu tomografii komputerowej wykonali replikę jamy czaszki akrokantozaura w celu przeanalizowania przestrzeni w puszce mózgowej holotypu (OMNH 10146). Za życia zwierzęcia większość tych przestrzeni wypełniały – oprócz samego mózgu – opony mózgowo-rdzeniowe i płyn mózgowo-rdzeniowy. Ogólne cechy mózgu i nerwów czaszkowych mogą być jednak ustalone na podstawie badania odlewu jamy czaszki i porównań z analogicznymi replikami innych teropodów. Mózg przypominał budową mózgi allozauroidów – bardziej karcharodontozaura i giganotozaura niż allozaura i sinraptora, co wspiera hipotezę, że Acrocanthosaurus był karcharodontozaurydem.
Mózg był lekko sigmoidalny (S-kształtny), bez wyraźnego podziału na półkule, bardziej przypominał przez to mózg krokodyla niż ptaka. Jest to zgodne z ogólną ewolucyjną zachowawczością przejawiającą się w mózgach teropodów nienależących do celurozaurów. Akrokantozaur miał duże i silnie pofałdowane opuszki węchowe, co dowodzi dobrze rozwiniętego zmysłu powonienia. Rekonstrukcja kanałów półkolistych w uchu, odpowiadających za równowagę, dowodzi, że głowa była trzymana pod kątem 25° w stosunku do poziomu. Zostało to określone na podstawie ułożenia jamy czaszki tak, że kanał półkolisty boczny był ustawiony równolegle do podłoża, co często ma miejsce, gdy zwierzę jest zaniepokojone. Kanał zawierający nerw węchowy rozciąga się pomiędzy kresomózgowiem a opuszkami węchowymi. Jest stosunkowo zbliżonej długości, jak u allozaura i karcharodontozaura, jednak krótszy niż u abelizauryda Majungasaurus. W tylnej części kresomózgowia, przed miejscem kontaktu z móżdżkiem, znajduje się zatoka strzałkowa grzbietowa (sinus sagittalis dorsalis).

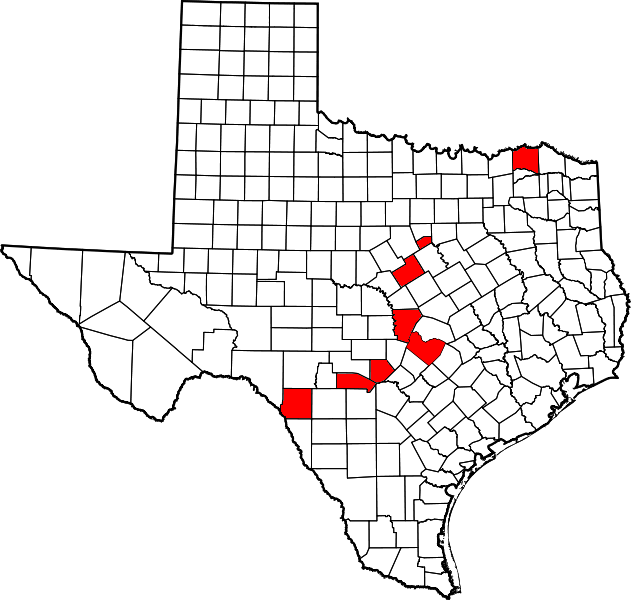
Niektóre hrabstwa Teksasu, w których odnaleziono tropy dużych teropodów

### Tropy
W formacji Glen Rose w środkowym Teksasie zachowało się wiele tropów dinozaurów, w tym duże odciski trójpalczastych stóp teropodów. Najbardziej znane zostały odkryte wzdłuż Paluxy River w Dinosaur Valley State Park – część z nich jest obecnie wystawiana w Amerykańskim Muzeum Historii Naturalnej w Nowym Jorku – chociaż opisano również inne stanowiska zawierające skamieniałe tropy dinozaurów z tamtego rejonu. Nie jest możliwe określenie, jakie zwierzę pozostawiło te ślady, ponieważ nie odnaleziono kości które by im odpowiadały. Naukowcy uznają jednak za prawdopodobne, że ślady stóp należą do akrokantozaura. W 2001 porównano tropy z Glen Rose ze śladami stóp różnych teropodów, jednak nie udało się przypisać ich z całą pewnością do żadnego konkretnego rodzaju. W badaniu zauważono jednak, że ślady te były podobnej wielkości i zbliżonego kształtu do tropów, jakich spodziewano się w przypadku akrokantozaura. Ponieważ formacja Glen Rose znajduje się niedaleko formacji Antlers i Twin Mountains i zawiera osady pochodzące z tego samego okresu, a jedynym dużym teropodem tam występującym był akrokantozaur, uważa się za najbardziej prawdopodobne, że to właśnie on pozostawił te ślady. Przypuszczalna prędkość z jaką poruszał się akrokantozaur odpowiada tej, z którą przemieszczał się teropod, do którego należą ślady z Paluxy River, co także wspiera hipotezę, iż pozostawił je Acrocanthosaurus.

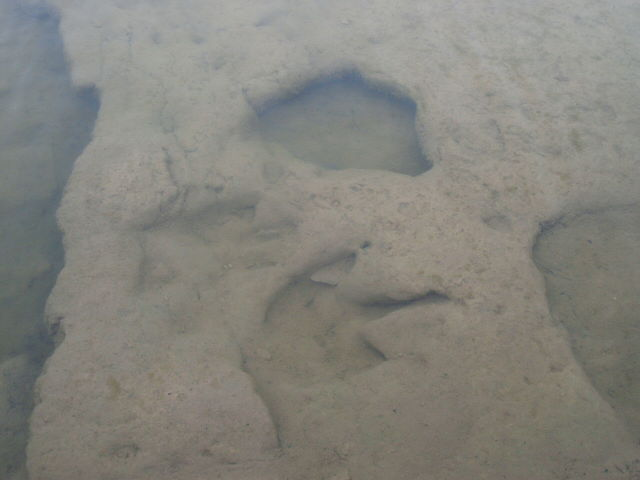
Tropy teropoda w Paluxy River

Najbardziej znany szlak tropów na wystawie w nowojorskim muzeum zawiera odciski stóp kilku teropodów podążających w tym samym kierunku, co liczące do dwunastu osobników stado zauropodów. Ślady teropodów są niekiedy odnajdowane na śladach zauropodów, co dowodzi, że powstały później. Zostało to uznane za dowód, że niewielka grupa akrokantozaurów śledziła stado wielkich roślinożerców. Mimo iż koncepcja ta brzmi wiarygodnie, jej udowodnienie jest trudne. Kilka samotnych teropodów także mogło podążać w tym samym kierunku, co wcześniej zauropody, które być może również nie tworzyły stada. W miejscu, w którym tropy zauropoda i teropoda się krzyżują, brak odcisku stopy teropoda, co zostało odebrane jako dowód ataku. Niektórzy naukowcy wątpią jednak w poprawność takiej interpretacji, ponieważ zauropod nie zmienił kierunku ruchu, czego można by oczekiwać, gdyby rzeczywiście został zaatakowany przez kilkutonowego drapieżnika.

### Ontogeneza
D'Emic, Melstrom i Eddy (2012) opisali niekompletny szkielet (oznaczony UM 20796) żyjącego w albie młodego osobnika należącego do gatunku Acrocanthosaurus atokensis, odkryty w osadach formacji Cloverly w Wyoming. Niedojrzałości tego osobnika dowodzi histologia jego kości udowej oraz brak zasklepienia szwów neurocentralnych (łączących trzon kręgu z łukiem kręgu) w kręgach grzbietowych i ogonowych. Badania linii zatrzymanego wzrostu w jego kościach sugerują, że akrokantozaur rósł w tempie porównywalnym z występującym u allozaura i większości teropodów z rodziny Tyrannosauridae, tj. w tempie, w jakim według szacunków rosłyby porównywalnej wielkości ptaki zagniazdowniki. Badania kości dorosłych akrokantozaurów sugerują, że A. atokensis osiągał maksymalne rozmiary ciała po co najmniej 12, a najprawdopodobniej 18–24 latach wzrostu.

## Paleoekologia
Skamieniałości akrokantozaurów odnajdowano w formacji Twin Mountains w północnym Teksasie oraz formacji Antlers w południowej Oklahomie. Wiek osadów tych formacji geologicznych nie został oceniony przy wykorzystaniu datowania izotopowego, jednak naukowcy ustalili go przy wykorzystaniu biostratygrafii. Bazując na zmianach w składzie gatunkowym amonitów, granica pomiędzy aptem a albem została umiejscowiona w formacji Glen Rose w Teksasie, zawierającej skamieniałe ślady stóp prawdopodobnie pozostawione przez akrokantozaura, leżącej tuż nad formacją Twin Mountains. Oznacza to, że osady formacji Two Mountains należą w całości do aptu, trwającego od 125 do 112 milionów lat temu. Formacja Antlers zawiera skamieniałości deinonychów i tenontozaurów, dwóch dinozaurów odnalezionych również w formacji Cloverly w stanie Montana, datowanej izotopowo na apt i alb, co sugeruje podobny wiek dla Antlers. Dlatego przyjmuje się, że akrokantozaur żył 125–100 mln lat temu.

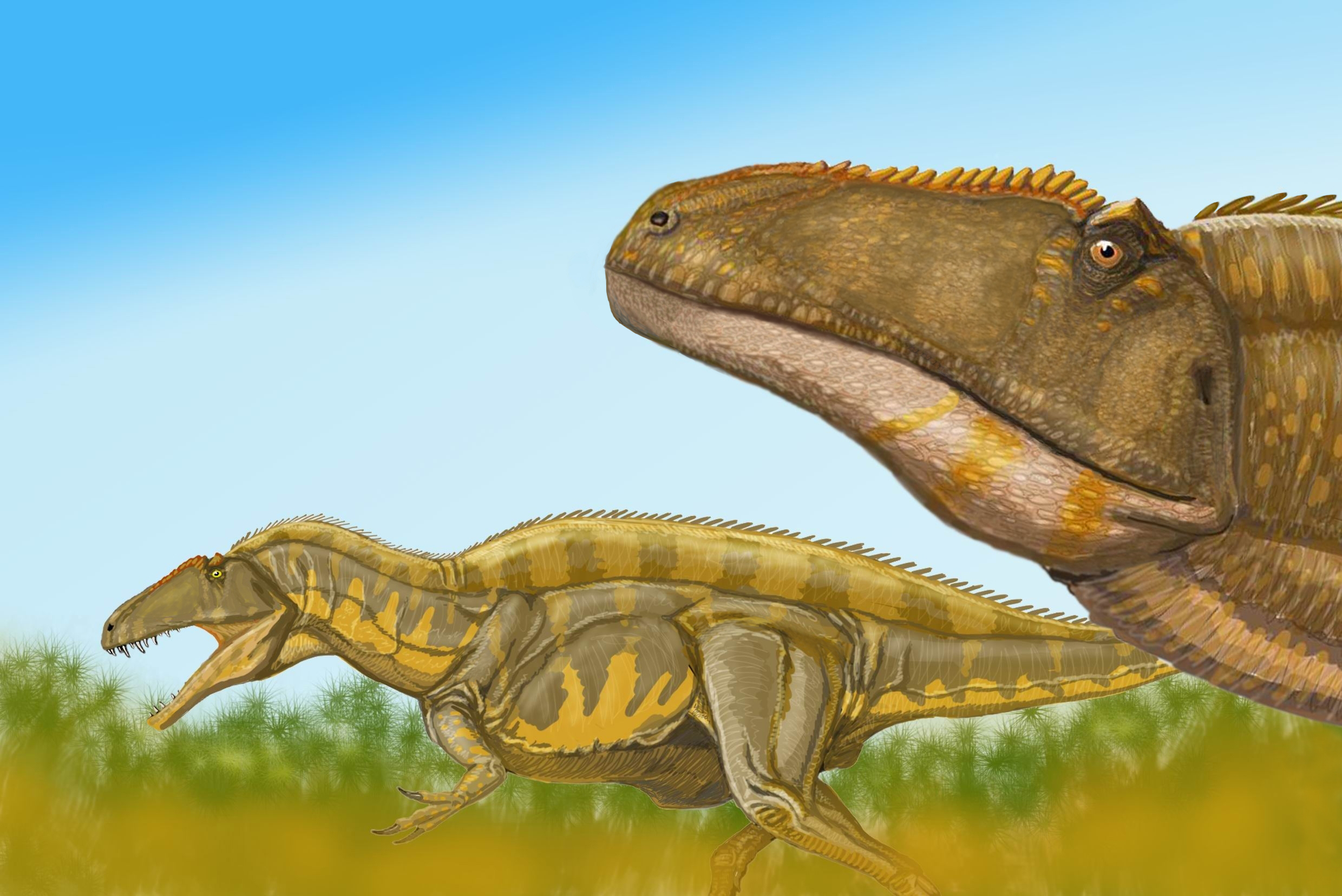
Para akrokantozaurów

W tym czasie tereny będące obecnie częścią formacji Twin Mountains i Antlers były dużą równiną zalewową, powstałą po wyschnięciu płytkiego morza epikontynentalnego. Kilka milionów lat później morze to rozszerzy swój zasięg w kierunku północnym, stając się Morzem Środkowego Zachodu i dzieląc Amerykę Północną na dwie części na niemal całą późną kredę. Formacja Glen Rose reprezentuje środowisko nadmorskie, z przypuszczalnymi tropami akrokantozaura zachowanymi w równinach błotnych położonych wzdłuż prehistorycznego wybrzeża. Ponieważ akrokantozaur był dużym drapieżnikiem, prawdopodobnie żył w otoczeniu obfitującym w potencjalną zdobycz i wiele różnych ekosystemów. Ofiarami akrokantozaura mogły padać zauropody takie jak paluksizaur, a być może nawet olbrzymi zauroposejdon, oraz duże ornitopody z rodzaju Tenontosaurus. Na tych terenach żył również inny teropod – Deinonychus – jednak mierząc zaledwie 3 metry długości nie stanowił konkurencji dla akrokantozaura. Acrocanthosaurus atokensis jest jedynym pewnym gatunkiem wielkiego teropoda, który żył w apcie i albie na terenach dzisiejszej Ameryki Północnej. Pod tym względem w Ameryce Północnej podobna sytuacja zachodziła w apcie i albie oraz w późnym mastrychcie; w obu przypadkach na tym kontynencie żył tylko jeden gatunek teropoda cechującego się wielkimi rozmiarami i szybkim tempem wzrostu oraz zasiedlającego duży obszar (Acrocanthosaurus atokensis w apcie i albie, Tyrannosaurus rex w mastrychcie). Na innych terenach oraz w innych przedziałach czasowych (np. w kampanie na zachodzie Ameryki Północnej) częstsza była sytuacja, gdy współistniało kilka gatunków dużych teropodów zasiedlających mniejsze obszary. Na akrokantozaury okazjonalnie mogły polować wodne krokodylomorfy – w kości szczękowej osobnika NCSM 14345 znaleziono ząb krokodylomorfa. Był on obrośnięty grubą warstwą kości, co sugeruje, że dinozaur przeżył atak i padł dopiero znacznie później.